# Сатарша (Міссісіпі)
Сатарша (англ. Satartia) — селище (англ. village) в США, в окрузі Язу штату Міссісіпі. Населення — 41 особа (2020).

## Географія
Сатарша розташована за координатами 32°40′19″ пн. ш. 90°32′40″ зх. д. / 32.67194° пн. ш. 90.54444° зх. д. (32.671959, -90.544522).  За даними Бюро перепису населення США в 2010 році селище мало площу 0,37 км², уся площа — суходіл.

## Демографія
Згідно з переписом 2010 року, у селищі мешкало 55 осіб у 27 домогосподарствах у складі 14 родин. Густота населення становила 147 осіб/км².  Було 32 помешкання (86/км²).
Расовий склад населення:
| - 89,1 % — білих - 10,9 % — чорних або афроамериканців |

До двох чи більше рас належало 0,0 %. Частка іспаномовних становила 0,0 % від усіх жителів.
За віковим діапазоном населення розподілялося таким чином: 20,0 % — особи молодші 18 років, 47,3 % — особи у віці 18—64 років, 32,7 % — особи у віці 65 років та старші. Медіана віку мешканця становила 53,2 року. На 100 осіб жіночої статі у селищі припадало 83,3 чоловіків;  на 100 жінок у віці від 18 років та старших — 83,3 чоловіків також старших 18 років.
Цивільне працевлаштоване населення становило 2 особи. Основні галузі зайнятості: транспорт — 100,0 %.